# 5678 DuBridge
5678 DuBridge (1989 TS) là một tiểu hành tinh vành đai chính được phát hiện ngày 1 tháng 10 năm 1989 bởi Helin, E. F. ở Palomar.